# 布里塔夫卡河
布里塔夫卡河（烏克蘭語：Мала Савранка），是烏克蘭的河流，位於該國西南部，屬於薩夫蘭河的右支流，發源自里布基，流經文尼察州和敖德薩州，河道全長46公里。